# 공황장애
공황장애(恐慌障碍, 영어: panic disorder)는 불안장애의 일종으로, 공황발작을 예측할 수 없이 반복적으로 일으키는 질환이다. 뚜렷한 근거나 이유 없이 갑자기 극심한 공포와 불안을 느끼는 공황 발작이 반복되는 것으로, 심계항진, 땀, 몸떨림, 호흡곤란, 마비, 불안 따위를 동반할 수 있다. 주로 정치인들에게 많이 생기는 질병 중 하나로 심리적 안정에 대한 부작용이다.
공황장애는 한 달 이상의 행동적 특성이 나타나며, 이후의 또다른 공황발작에 대한 두려움을 유발하는데 이를 예기불안이라고 한다. 많은 공황장애가 광장공포증(agoraphobia)을 유발하지만, 공황장애 자체가 광장공포증은 아니다. 공황장애의 명확한 원인은 불명이나, 흡연을 포함한 약물 사용, 심리적 스트레스, 아동학대의 경험 등이 인자가 될 수 있다. 공황장애를 가진 사람들 중 약 70%가 공황발작이 시작되기 전부터 범불안장애(汎不安障碍, generalized anxiety disorder, GAD)를 가지고 있었다는 연구결과가 있으며, 첫 공황발작은 대인관계 갈등, 질병, 이별, 파산과 같은 사회적 스트레스 상황에서 갑작스럽게 나타나는 경우가 많다.
일반적으로 상담 치료와 함께 항우울제나 항불안제를 이용한 약물 치료가 병행된다. 흔히 벤조디아제핀이나 베타 차단제가 공황 치료를 위한 약물로 사용된다.

## 사례
매사에 잔걱정이 많은 회사원 K씨는 요즘 자신의 신체적 건강에 대한 과도한 걱정으로 업무에 도저히 집중할 수가 없었다. 3개월 전 그는 상사와 심한 말다툼을 한 뒤 폭음을 하고 잠자리에 든 적이 있었는데, 그 때 자신의 심장이 평소와 달리 불규칙적으로 뛰고 있음을 자각하였다. 그가 심장 박동에 주의를 기울이자 심장은 더 강하고 불규칙하게 뛰었으며, 가슴에 통증까지 느껴졌다. 극도로 불안해진 K씨는 구급차를 불러 병원으로 갔으나 신체 검사 결과 특별한 이상을 발견하지 못했다. 그러나 그 후로 거의 매일 밤 심장박동이 이상하게 느껴지고, 며칠 전에는 집에 돌아가는 버스 안에서 호흡곤란과 함께 심장의 통증을 느끼면서, 이러다 죽는 것이 아닌가 하는 극심한 불안감에 휩싸이게 되었다.

## 진단
공황장애에 대한 2000년판 정신질환 진단 및 통계 편람(DSM-IV-TR) 진단기준은, 예측하지 못하는 공황발작(panic attack)이 반복적으로 나타나야 하며, 최소 1개월간 유의미하고 연관된 행동변화(behavior change), 향후 발생할 발작에 대한 지속적인 우려, 혹은 발작의 영향에 대한 우려를 최소 하나의 경우 이상 수반된다. 광장공포증(agoraphobia)이 수반되거나 수반되지 않는 경우로 나뉜다. 약물이나 질병에 인한 발작, 혹은 다른 정신장애로 발생한 것으로 보이는 공황발작은 공황장애 진단에서 제외된다.
ICD-10에서 제시하는 진단기준의 핵심 특징은, 심각한 불안(공황)으로 인한 발작이 반복적으로 나타나며, 특정 상황이나 환경에 국한되지 않기에 예측 불가한 것이다.
주요증상은 다음과 같다.
- 심계항진(palpitation)의 돌발
- 흉통
- 숨막히는 기분
- 현기증 혹은 아찔한 기분
- 비현실감(이인증 혹은 비현실화derealization)
- 죽음, 통제력 상실, 미칠 것 같은 것에 대한 부차적 공포
- 예기 불안

발작이 시작될 때에 우울장애가 있는 경우, 공황장애는 주요 진단 질병이 되어서는 안된다. 이 경우, 공황발작은 우울증에 부차적인 것이 된다.
공황장애 심각도 척도(Panic Disorder Severity Scale, PDSS)는 공황장애의 심각도를 측정하는 설문이다.
1. 예측하지 못한 공황발작이 반복된다.

2. 적어도 한번 이상의 발작 후에, 한 달 넘게 다음 중 하나 이상이 해당해야 한다.
- 공황발작이 다시 올 것에 대한 지속적인 걱정 혹은 공황발작의 영향이나 결과에 대한 걱정 (예: 통제력 상실, 심장마비, 미쳐버리면 어떻게 하나 하는 걱정)
- 공황발작과 관련한 현저한 부적합한 행동의 변화가 있어야 한다. (예: 공황장애를 피하기 위해서 하는 행동들: 운동을 하지 않거나 낯선 장소를 피하는 등의 행동)

3. 공황발작이 약물이나 갑상선 기능장애와 같은 생리적 영향 때문에 생긴 것이 아니어야 한다.

4. 공황발작이 공포증이나 강박장애, 심한 스트레스 장애 때문에 생긴 경우가 아니어야 한다.

### 광장공포증이 있는 공황장애
DSM-5의 변경된 진단 기준에 따라 공황장애가 있어야만 광장공포증이 있는 것은 아니다.
1. 예측하지 못한 공황발작이 반복되고, 탈출이 불가능하거나 도움을 청하기 어려운 장소를 두려워하거나, 그에 대한 불안을 가지고 있음.
2. 적어도 한번 이상 발작을 경험한 후 다음 한 달 넘게 불안을 느끼는 상황을 피하거나, 상당한 고통을 느끼며 견디거나, 혹은 공황발작이 닥치는 것을 불안해하며 견디거나, 동반자가 옆에 있어야 버틸 수 있는 경우.
3. 또다시 공황발작이 오면 어떻게 하나 하는 걱정. 단, 이런 불안이나 회피행동이 다른 장애로 더 잘 설명될 때는 광장공포증이라 붙이지 않는다.

## 합병증
공황장애는 다음과 같은 다양한 질병을 불러일으킬 수 있다.
- 우울증 - 공황장애를 가진 사람들 중 30% ~ 70%가 우울증을 경험한다고 한다. 그러나 우울증 자체가 공황장애를 의미하는 것은 아니며, 공황장애를 가진 사람들에게 나타나는 우울증은 공황장애가 지속됨에 따라 이차적으로 생기는 경우가 많음을 볼 수 있다.
- 알코올 중독 - 광장 공포증이 있는 공황장애 환자들 중 24%가 알콜 중독이라는 연구 결과가 있으며, 여성의 경우 알코올 의존성을 보이는 비율이 4.4%인데 비해, 공황장애 여성 중 알코올 의존도는 19%나 된다.[4]. 알코올은 GABA에 작용하여 일시적으로 불안을 완화시키지만, 의존성이 생길 수 있다.
- 공황 발작으로 인해 질병 공포증이 생길 수 있다.
- 성격 변화 - 회피적 특성, 의존적 성격 및 연극성 성격장애의 성향이 두드러진다.

## 치료
공황장애는 심각한 정신 건강상의 문제이지만, 치료가 성공할 가능성은 적지 않다. 그러나 현재까지 알려진 효과적인 치료법은 없다. 최대한 긍정적 반응을 가져오면서도 재발을 최소화하는 치료법을 찾는 것이 필요하다. 인지 행동 치료(cognitive behavioral therapy, CBT)와 공황 상태에 맞춰진 긍정적 자기 대화(positive self-talk)는 공황장애의 우선적 치료(treatment of choice)이다. 일부 연구에서 의하면 인지 행동 치료로 완치된 환자 85~90%는 12주 내로 완벽하게 회복된다고 한다. 인지 행동 치료 외에도 화학요법(pharmacotherapy)이 있다. 선택적 세로토닌 재흡수 억제제(selective serotonine reuptake inhibitor, SSRI)는 일차 화학 치료 옵션(first-line pharmacotherapeutic option)이다.

### 심리 치료
공황장애는 공포증(phobic symptom)과 다르지만, 공포증은 흔히 공황장애에서 유래한다. 인지 행동 치료와 정신역동 심리치료(psychodynamic psychotherapy)의 시험 형태는 광장공포증(agoraphobia)를 동반하거나 동반하지 않는 공황장애 치료에 있어 모두 효과를 보여 왔다. 무작위 임상실험에서는 인지 행동 치료가 치료 이후 2년 간 환자 70~90%에게서 공황발작이 나타나지 않는 상태를 보이게 되었다는 것을 보였다.
2009년 코크란 리뷰(Cochrane review)는 심리 치료에  벤조디아제핀(benzodiazepine) 투약을 함께하는 것이 효과가 있다는 증거가 거의 없다고 보고 추천하지 못한다고 밝혔다.
증상 유도(symptom induction)는 1분간 발생하며 다음을 포함한다.
- 의도적 과호흡(intentional hyperventilation) : 경미한 어지러움(lightheadedness), 이인감(derealization), 시야 흐려짐(blurred vision), 현기증(dizziness) 유도
- 의자에 앉아서 돌기(spinning in a chair) : 현기증,  방향감각 상실(disorientation) 유도
- 빨대 호흡(straw breathing) : 호흡곤란(dyspnea), 기도 압박(airway constriction) 유도
- 숨참기(breath holding) : 숨가쁜 느낌 유도
- 제자리 뛰기(running in place) :  심박수 증가, 호흡 증가, 땀 증가 유도
- 신체 긴장(body tensing) : 긴장감과 경계심 유도

임상대조실험에서 효과를 보인 다른 심리 치료로는 공황 집중 정신역동심리치료로, 공황장애를 일으키는데 있어 의존(dependency), 분리불안(separation anxiety), 분노의 역할에 초점을 둔다. 이론의 기반은 생화학적 취약성, 유년기 트라우마 경험, 혹은 이 둘 다로 인하여, 공황장애 환자는 안전감을 위한 상당한 의존성이 있으며, 이러한 의존성은 분리불안과 방어적 분노(defensive anger)를 야기한다는 것이다. 치료에는 스트레스 요인을 탐색하고, 공황장애가 기저에 깔인 갈등에 관한 정신역동과 공황발작을 일으키는 방어기제(defense mechanism)를 탐색하면서도, 치료사-환자 관계에 있는 전이(transference)와 분리불안 문제에도 집중한다.
비교임상연구에서는 근육 이완(muscle relaxation)과 호흡 운동(breathing exercise)이 공황발작 감소에 효과가 없다고 한다. 실제로 호흡운동은 재발 가능성을 높인다.
숙련된 전문가의 적절한 치료는 공황장애를 막거나 심각도와 빈도를 상당히 감소시킬 수 있어, 환자의 70-90%에게 유의미한 안정을 가져다 준다. 재발하더라도 첫 공황 삽화(panic episode)처럼 치료 효과가 있다.
밴아펠돈(vanApeldoorn, F.J.) 등의 2011년 연구에서, 인지 행동 치료에 선택적세로토닌재흡수억제제 투약을 병행하는 치료에 가중치가 있다는 것을 보여주었다. 글로스터(Gloster) 등의 2011년 연구에서는 인지행동치료 치료사 역할을 연구하였다. 이들은 환자를 두 집단으로 무작위로 나눴다. 한 집단은 치료사가 동반하는 인지행동치료를 통해 치료받은 경우, 다른 한 집단은 치료사 없이 지시를 통해서만 인지행동치료를 수행한 경우였다. 전자의 경우가 더 반응률이 높지만 두 집단 모두 공황 증상 저하에 큰 효과가 있었다. 이는 금전적 지리적인 이유로 치료혜택을 잗지 못하는 환자에게 인지행동치료를 행하는 것이 신뢰할 수 있다는 것을 보여준다. 코시츠키(Koszycky) 등의 2011면 연구에서는 치료사와 접촉하지 못하는 환자들에게 자기관리 인지행동치료(self-administered cognitive behavioural therapy, SCBT)의 효과에 대하여 논의하였다. 이는 선택적세로토닌재흡수억제제 투약과 병행하는 자기관리 인지행동치료는 선택적세로토닌재흡수억제제를 병행하는 치료사가 개입된 인지행동치료만큼 효과가 있음을 보여주었다. 각 연구마다 사람들이 쉽게 접근할 수 있는 치료법을 고안해내는 새 연구방안에 공헌한다.

#### 인지 행동 치료
인지 행동 치료(Cognitive behavioral therapy)는 불안(anxiety)을 유도하는 촉발요인(trigger)를 환자가 직면하도록 한다. 문제가 발생하는 비합리적인 공포를 줄이는데 도움이 된다. 치료는 우선 호흡을 진정시키는 것부터 시작하여, 불안이 몸에 나타나자마자 느끼는 신체감각의 변화에 주목한다. 환자들은 일기를 작성할 것을 권고받는다. 치료사가 불안감을 유도하여서 공포의 근원을 찾기도 한다.
동반성 임상 우울(Comorbid clinical depression), 인격장애(personality disorder), 알코올 남용(alcohol abuse)은 치료 실패의 위험 요인으로 날려져 있다.
다른 장애와 마찬가지로, 증상을 이해해주는 가족이나 친구의 지지가 치료율을 높인다. 발작이 일어나는 경우, 비합리적이고 즉각적인 공포가 발생하더라도 증상을 아는 지인들로 인해 공포를 떨쳐버릴 수 있는 경우가 드물지 않다. 더욱 심각하거나 활발한 치료에 있어 장애를 이해하고 대처할 수 있는 불안 환자들을 위한 지지집단도 있다.
최신 치료 가이드라인에 있어, 미국정신의학협회(American Psychiatric Association, APA)와 미국의사협회(American Medical Association)는 인지행동치료나 심리화학적 개입 둘 중 하나를 치료에 활용한다.  이 둘을 혼합한 치료법의 우수성이 증명되기도 하였다.
인지 행동 치료에 근거한 자구책도 있다. 책이나 웹사이트를 통하여 치료에 사용되는 운동을 할 수도 있지만, 치료사에게 이메일이나 전화로 연락을 취할 뿐 운동 자체는 혼자서 한다. 이런 자구책을 검사하는 체계적 실험 분석은 인지행동치료에 기반한 웹사이트, 책 , 기타 등이 일부에게 도움이 될 수 있다는 것을 발견하였다. 연구가 활발히 되어 온 증상은 공황장애와 사회공포증(social phobia)이다.

#### 자극감응노출
자극감응노출(Interoceptive exposure)이 공황장애에 사용되기도 한다. 불안에 관한 자극감각적 촉발요인은 자극감응노출 수행 이전에 하나하나 평가된다. 가벼운 운동을 통하여 심계항진(palpitation) 민감도를 측정하는 것이 있다. 임상적 효과가 있음에도 치료사의 12-20%만이 활용하고 있다고 보고되고 있다. 활용도기 낮은 이유는 훈련 장소의 부족, 일반적인 치료 회기보다 기간이 길다는 점, 치료소 외에서의 치료 행위 금지, 비윤리적이라거나 견디지 못한다거나 몸에 해롭다는 등의 치료에 대한 불신이 있다.

### 약물 치료
적절한 약물 치료는 효과가 있다. 내성, 의존성, 남용의 문제로, 일선치료법로는 벤조디아제핀보다는 선택적세로토닌재흡수억제제가 손꼽힌다. 약물치료가 공포증을 직접적으로 바꿀 수 있다는 증거는 적지만 이에 대한 연구 자체가 적으며, 약물 치료는 치료를 수월하게 한다. 유럽에서는 환자 8%만이 치료를 받는다고 한다.
약물 치료로는 다음과 같은 것이 있다.
- 항우울제(Antidepressant) : 선택적세로토닌재흡수억제제(SSRI), 모노아민 산화 효소 억제제(Monoamine oxidase inhibitor, MAOI), 삼환계 항우울제(tricyclic antidepressant), 노르에피네프린 재흡수 억제제(norepinephrine reuptake inhibitor)
- 항불안제(Antianxiety agent) (벤조디아제핀(benzodiazepine) : 벤조디아제핀 사용은 논쟁이 있다. 미국정신과협회(American Psychiatric Association)는 벤조디아제핀이 공황장애 치료에 효과가 있으며, 벤조디아제핀과 항우울제 중 무엇을 사용할지에 대한 선택은 환자 개인의 내력과 성격에 따라 결정돼야 한다고 권고한다.[31] 일부 전문가들은 약물내성(Drug tolerance)과 의존성(physical dependence)의 발달 위험 때문에 벤조디아제핀 사용을 금한다.[32] 세계생리정신과협회연합(The World Federation of Societies of Biological Psychiatry)은 벤조디아제핀이 일선치료법으로는 안되나 치료저항성(treatment-resistant) 사례에서는 사용가능하다고 말한다.[33] 불안 치료에 있어 적절하다고 평가되는 항우울제 등의 사용이 증가하고 있음에도, 벤조디아제핀은 공황장애 치료약으로 여전히 흔히 사용되고 있다.[34][35] 세계생리정신과협회연합의 보고에 의하면, 한 가지 치료법만을 사용하는 것에 대한 증거가 불충분하다. 미국정신과협회는 벤조디아제핀이 약제 작용이 빠르다는 장점이 있지만, 벤조디아제핀 의존(benzodiazepine dependence) 발병 위험성이 있다는 단점이 있다고 밝혔다.[36] 영국국립임상연구소(National Institute of Clinical Excellence)는 약물치료 효용성을 평가하는 비대조군 임상실험 사용의 문제를 지적하면서, 위약 대조군 연구(placebo-controlled research)를 기반으로 벤조디아제핀은 장기간 효과가 없으며 4주 이상 사용하지 말라는 결론을 내렸다. 미국국립연구소 임상 가이드라인(NICE clinical guideline)은 대체 약물치료나 정신치료를 추천한다.[37]  위약과 비교하여, 벤조디아제핀은 단기간 탁월성을 보잊만 임상에서 적용하는데 있어서는 제한적이다.[38]

### 기타 치료법
일부 경우 카페인(caffeine) 차단으로 불안을 크게 줄일 수 있다. 불안은 카페인 중간기간 동안 일시적으로 증가할 수 있다.

## 참고 자료
- 박현순(2000). 《공황장애(이상심리학 5)》. 학지사. ISBN 89-7548-425-4